# Molossus pretiosus
Molossus pretiosus é uma espécie de morcego da família Molossidae. Pode ser encontrada na América do Sul e na América Central.

## Distribuição
É uma espécie com uma distribuição limitada e tende a habitar regiões isoladas. É nativa do Brasil, Colômbia, Costa Rica, México, Nicarágua e Venezuela. Seu habitat principal são as terras com menores altitudes.

## Morfologia
Possui estrutura corporal larga e asas estreitas. Possui mandíbula espessa em comparação com outros morcegos mastins. Conta um padrão distinto em forma de cúspide em seus molares e não têm o terceiro pré-molar. Os machos tendem a ser maiores do que as fêmeas. Já adulto, varia de 20 a 28 gramas. Ao nascer, tem apenas cerca de um quarto de seu peso adulto. Possui uma cor de pele que varia de preto a uma cor avermelhada. Seu peito é salpicado de pelos brancos e tem orelhas pretas.

## Comportamento
Vive em áreas abertas, principalmente em habitats de pastagem. Também constroem seus poleiros em cavernas, bosques secos, telhados e arbustos espinhosos. Tendem a viver em áreas próximas a um rio, lago ou poço de água. São noturnos e começam a se tornar ativos ao anoitecer, que coincide com o momento em que sua fonte de alimento se torna ativa. Tendem a voar em uma única fila até o destino. Sua principal fonte de alimento são insetos, como besouros e mariposas.

## Conservação
Está listada como uma espécie de menor preocupação, com baixo risco de extinção, de acordo com classificação da União Internacional para a Conservação da Natureza (IUCN). Tal indicação se deve à sua capacidade de se adaptar às mudanças de hábitats e à distribuição dos hábitats que ocupa. Também está localizado em várias áreas protegidas. Além disso, não há ameaças conhecidas.